# どんどんふるさとプラザ
『どんどんふるさとプラザ』は、1991年9月から1993年3月までNHK総合テレビジョンで放送されたNHK名古屋放送局製作の東海3県向けの帯番組である。略称「どんプラ」。放送時間は隔週月曜 - 金曜 午後12時台（基本は12:20 - 12:43）。

## 概要
1991年8月19日、NHK名古屋放送局の新放送センターが運用を開始し、さらに翌週8月26日より新放送センタービルが営業を開始したのを機に、「親しまれるセンタービル」「開かれたNHK」といったイメージアップを狙ってスタートした公開番組。同放送センタービルの1階に設けられた公開スペース「プラザウェーブ21」からの放送で、観覧者を入れて行っていた。番組は毎回、東海3県各地にある市町村のいずれか1つにテーマを絞り、その土地の“名物”（地元の名産品や伝統芸能、あるいは達人や名人など）を時間いっぱいまで紹介していた。
なお、東海3県ではこの番組が放送されていた関係で、同じ時間帯で放送されていた全国向けの『ひるどき日本列島』はこの番組の放送が無い週のみの隔週放送となっていた。番組の終了後、『ひるどき日本列島』は東海3県でも毎週放送されるようになった。